# 김흥근 선생 묘
김흥근 선생 묘는 대한민국 경기도 포천시 일동면 기산리에 있다. 1986년 4월 9일 포천시의 향토유적 제31호로 지정되었다.

## 개요
조선후기 문신 김흥근의 묘이다.

## 같이 보기
- 김흥근